# ボトルフリップ

ウォーターボトルフリップ

ボトルフリップ（英:Bottle flipping）は、ペットボトルを使った遊びの一つ。一定量の液体が入ったペットボトルを空中に投げて回転させ、キャップか底を下にして直立させる。ボトル・フリップ・チャレンジや水の入ったペットボトルを使うことが多いためウォーターボトルフリップなど呼ばれることがある。

## 歴史
2016年に、ノースカロライナ州シャーロットのアードリーケル高校のしろうと演芸大会で当時高校生のマイケル・セナトーレが、自分の出番で、水が入ったペットボトルを一回転させてテーブルに着地させた。それを撮影した動画がYouTubeで600万回以上再生され流行となった。

## 概要
ボトルフリップは、液体がはいった（しかし満タンではない）プラスチック製のボトルのキャップ付近を持つところから始まる。回転力によってボトルの底が人から離れるように回転し、成功するとボトルは直立する。さらに、ボトルが上下逆さまに、つまりキャップを下にして着地する場合があるが、これは底を下にして直立させるよりもはるかに難しい。ボトル内の液体の量はボトルフリップが成功する確率に大きく影響するが、実験結果から、ボトルの約3分の1程度あると成功率が向上することが報告されている。ペットボトルの種類も結果に影響し、アメリカではDeer Park Spring Waterという会社の飲料水は、砂時計の形状であるため成功しやすい。ボトルフリップは多くの場合、入手しやすいことから使い捨てペットボトルで行われるが、他の容器も使用することができる。また、流行の発端となったアメリカでは、ボトルフリップの成功後にダブダンスを行うことが多い。
ボトルフリップの背後には流体力学、斜方投射、角運動量、向心力、重力の概念を含む複雑な物理現象が働いている。2018年、オランダの学生と教授のグループは、角運動量の保存、そして最も重要なこととして、ボトルに沿った質量の再配分を含む、水のボトル反転の最小モデルを開発した。このモデルは、ボトルフリップに最適な充填率は20％から40％の範囲にあると推定している。
ボトルフリップを題材にしたモバイルアプリケーション「Bottle Flip 2k16」は、リリースの最初の月に300万回ダウンロードされた。

## 世界記録
- 1分間での目隠しボトルフリップ最多回数

2018年12月16日にアメリカのリオオールスイートホテル＆カジノにおいてジョシュ・ホートンが60秒間にボトルフリップを27回成功させた。